# إجازة عالية
إجازة عالية هي درجة علمية في الجامعة تعادل الليسانس أو البكالوريوس، وتستخدم هذه الدرجة بصفة خاصة في جامعة الأزهر في مصر، يليها درجة التخصص وهي تعادل الماجستير، يليها درجة العالمية وتعادل الدكتوراه.

## وصلات خارجية
- الموقع الرسمي لجامعة الأزهر.